# Barry Lyndon
Barry Lyndon är en brittisk-amerikansk dramafilm, skriven, producerad och regisserad av Stanley Kubrick från 1975. Filmen är baserad på romanen Den välborne Barry Lyndons memoarer, skriven av William Thackeray 1844. Filmen belönades med fyra Oscars under Oscarsgalan 1976.

## Handling
Filmen utspelas under 1700-talet och handlar om den irländske uppkomlingen Redmond Barrys uppgång och fall. Barry tvingas lämna sitt hem efter en misslyckad kärlekshistoria med sin kusin. Han blir soldat i sjuårskriget och senare även preussisk spion och hasardspelare innan han gifter sig med en välbeställd änka och får namnet Lyndon. Han älskas av sin fru, men betraktas som en "simpel opportunist" av sin styvson. Barry lever sedan ett utsvävande liv och förslösar sin frus tillgångar innan han utmanas av styvsonen på duell.

## Rollista

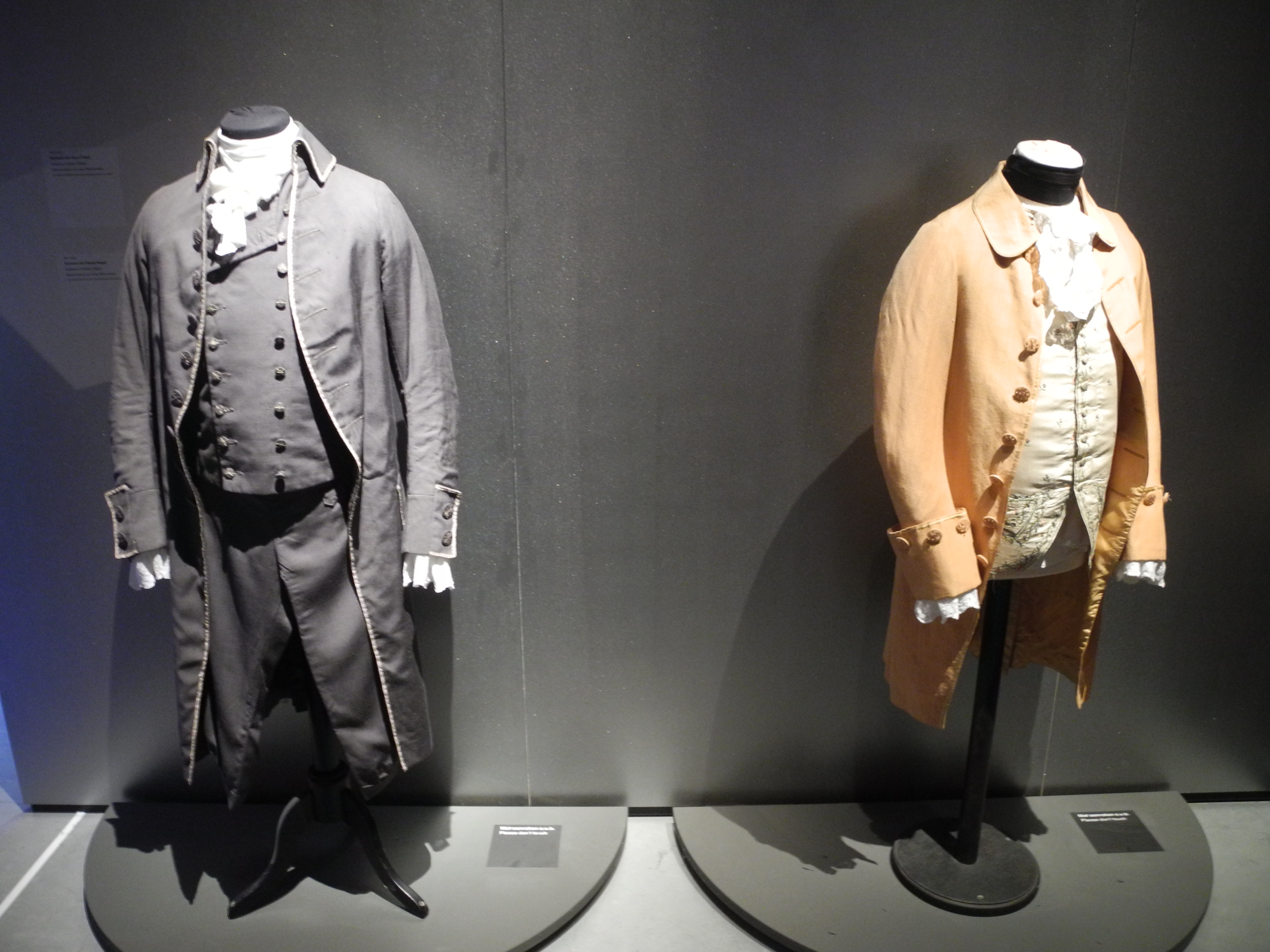
Några av de kläder som användes till filmen.

| Ryan O'Neal       | – Barry Lyndon          |
| Marisa Berenson   | – Lady Lyndon           |
| Patrick Magee     | – Chevalier de Balibari |
| Hardy Krüger      | – kapten Potzdorf       |
| Steven Berkoff    | – Lord Ludd             |
| Gay Hamilton      | – Nora Brady            |
| Marie Kean        | – mrs. Barry            |
| Diana Koerner     | – tyska flickan         |
| Murray Melvin     | – pastor Samuel Runt    |
| Frank Middlemass  | – Sir Charles Lyndon    |
| André Morell      | – Lord Wendover         |
| Arthur O'Sullivan | – stråtrövaren          |
| Godfrey Quigley   | – kapten Grogan         |
| Leonard Rossiter  | – kapten Quin           |
| Philip Stone      | – Graham                |
| Leon Vitali       | – Lord Bullingdon       |
| Dominic Savage    | – den unge Bullingdon   |

## Om filmen
Stanley Kubrick regisserade och i huvudrollerna återfinns Ryan O'Neal, Patrick Magee och Marisa Berenson. Filmen blev fyrfaldigt Oscarsbelönad, för foto, musik, scenografi (Ken Adam) och kläder (Ulla-Britt Söderlund och Milena Canonero). Den är baserad på en roman av William Thackeray och innehåller musik av bland andra Georg Friedrich Händel (filmens huvudtema är en orkestrering av Sarabande ur Händels andra samling cembalosviter), Franz Schubert och Antonio Vivaldi.
Kubrick lade ner mycket arbete på filmens foto och lånade till exempel in en speciell kamera från NASA med extremt ljuskänsligt Carl Zeiss 50 mm f/0,7, objektiv för rymdfoto, för att kunna spela in en scen med enbart stearinljus som belysning.